# Famille de Beyens de Grambais
Pour les articles homonymes, voir Beyens.

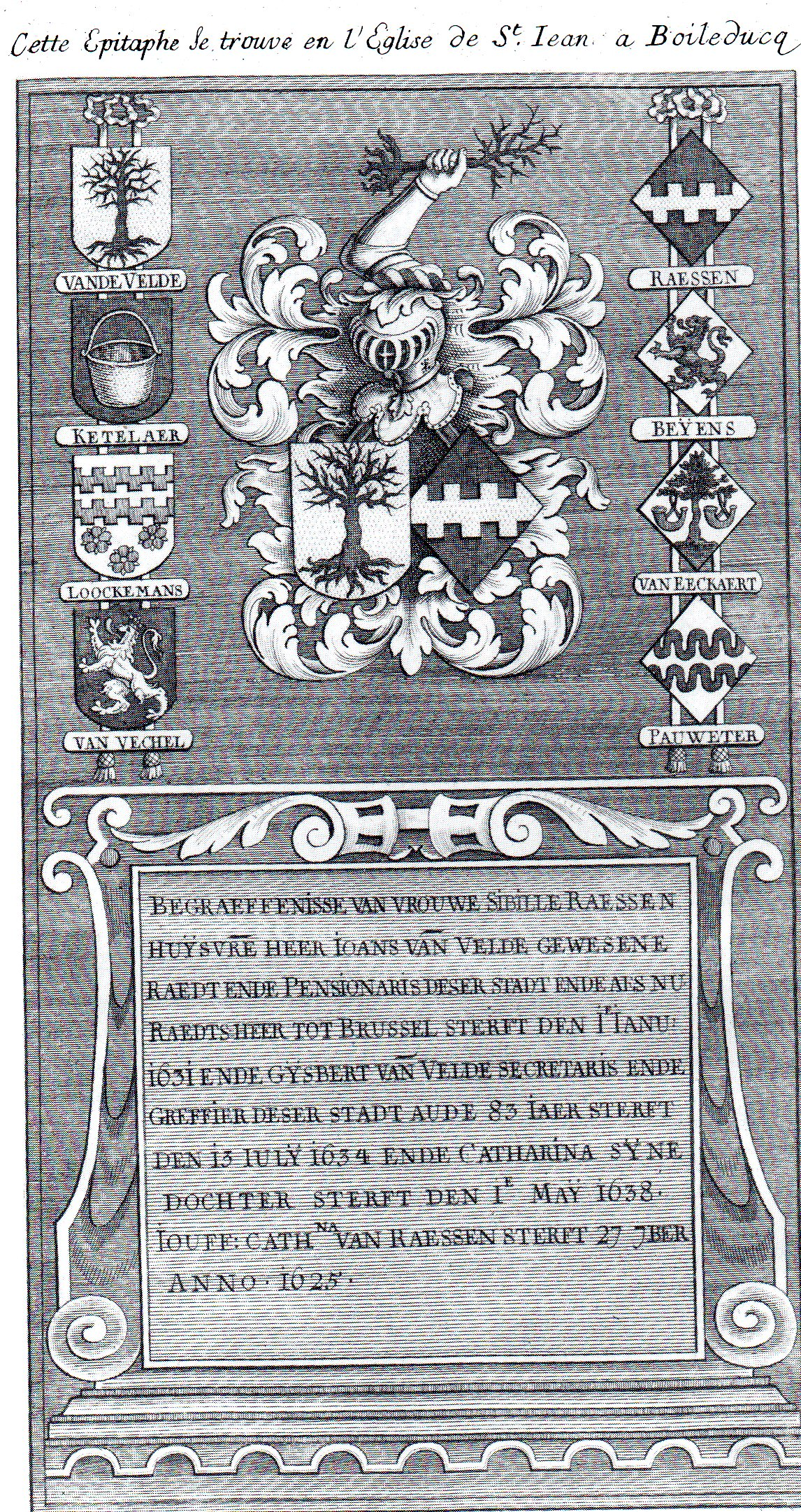
Pierre tombale de Sibilla Raessen décédée en 1631 épouse de Jean van de Velde, conseiller au conseil souverain de Brabant. On y voit gravé l’écu Beyens au lion. (Grand théâtre sacré du Duché de Brabant, 1734, II, p. 40).

La famille de Beyens de Grambais, comme on le lit dans les documents du XVIIIe siècle, ou van Beyens, comme l’écrivent Abraham Ferwerda et Jacobus Kok en 1785 uit oude en echte gedenkstukken (d’après des archives anciennes et authentiques), est une famille noble originaire de Bois-le-Duc et établie dans le Brabant wallon du XVIIe au XIXe siècle.
Cette famille est issue de Godefroy van Beyens dont un descendant, François Beyens, fit souche dans le Brabant Wallon, où il fut seigneur de Grambais (près de Nivelles). Ses ancêtres à Bois-le-Duc étaient déjà qualifiés d’écuyers et de chevaliers et il fut officiellement anobli par le roi d’Espagne en 1647.
Ses descendants restèrent fixés à Grambais puis à Braine-le-Comte jusqu’au début du XIXe siècle et firent des alliances dans des familles de la noblesse du Brabant Wallon ou du Hainaut.
La famille van Beyens et Beyens de Grambais est éteinte dans ses deux branches. Dame Marie-Benoîte Beyens de Grambais, décédée au début du XIXe siècle, en fut la dernière représentante.

## Anoblissement
Des lettres patentes de noblesse furent délivrées en 1647 par Philippe IV d’Espagne à François Beyens, seigneur de Grambais, y établi dans le Brabant-Wallon, receveur général du Rhin et premier commissaire des revues des troupes de sa Majesté Catholique, époux d'Anne Cornelia Maillot.

## Armoiries
Armes anciennes : d’argent au lion d’azur, allumé, lampassé et armé de gueules, comme on peut par exemple les voir sur une pierre tombale de la cathédrale Saint-Jean de Bois-le-Duc où dans un armorial de la Fraternité de Notre-Dame.
Les armoiries qui furent concédées en 1647 à François Beyens, étaient à quelques petites variantes près les mêmes que celles de ses ancêtres de Bois-le-Duc: d’argent au lion d’azur, allumé, lampassé et armé d’or, à la queue fourchue passée en sautoir.

## Famille van Beyens, originaire du Brabant septentrional (Provinces-Unies)
I. Godefroy van Beyens, « écuyer », épousa Maria van Breugel, fille de Jean van Breugel et de Maria Spierinck. 
II. Henri Beyens, seigneur de Drummel, épousa Catharine van Middegaal Erp. Dont : 
III. Goswyn van Beyens, chevalier, mort le 2 juillet 1534, fit en 1502 le pèlerinage en Terre Sainte, il épousa Agnès Eykmans, dite de Rovere. Ils eurent trois enfants : 
1) Dominicus van Beyens, suit sous IV.
2) Gooswyne Anne van Beyens, épousa Hendrik Jacob de Rover.
3) Anne van Beyens, épousa Folcard van Achelen, frère d’Igram van Achelen, président du Grand conseil de Malines.
IV. Dominicus van Beyens, dit le Docte (de Geleerde), seigneur de Drummel, était l’époux d’Elysabeth Pauwetter fille de François Pauwetter et de Catharina van Hedel. Ils eurent deux enfants :
1) Gooswyn van Beyens, seigneur de Drummel, suit sous V.
2) Catharina van Beyens, épousa Raes Raesen, conseiller de Brabant, fils de Wouter Raesen et de Sibilla van de Fekaert.
V. Gooswyn van Beyens, seigneur de Drummel, né en 1550, décédé à Drummel en 1617, enterré à Litoyen, épousa en 1580, Alida Sonmans, décédée en 1612, fille de François Sonmans. Ils eurent 4 enfants :
1) Dominicus van Beyens
2) Agnes van Beyens, épousa Albert van Breugel
3) Frederik van Beyens né en 1560.
4) Pierre van Beyens, suit sous VI.
VI. Pierre Beyens né à Bois-le-Duc en 1564 décédé à Anvers en 1638 âgé de 54 ans, conseiller receveur et dépositaire général de l’Amirauté établie à Bergues-Saint-Winoc, mort Surintendant collecteur et receveur des droits des licences sur le Rhin et sur la Lippeépousa en premières noces à Amsterdam le 19 juillet 1609 Elisabeth de Magistris, née à La Haye le 2 octobre 1584 décédée le 1er juillet 1620, enterrée à Litoyen, fille de Trojan de Magistris, chevalier, d’une famille anoblie par Charles Quint, et en secondes noces Maria van Parys. (dont 6 enfants).
1) François Beyens, suit sous VII, souche des seigneurs de Grambais, établis dans le Brabant-Wallon.
2) Frederik van Beyens, chevalier, né le 6 mai 1618 à Bois-le-Duc. Suit sous VII bis.
3) Althet van Beyens, née le 25 janvier 1615.
4) Jan Thomas van Beyens, né en 1620.
5) Frederik van Beyens, décédé en 1620.
6) Margareta van Beyens, décédée le 30 janvier 1640, épousa à Rhijnsberg le 22 octobre 1630 Jochum Willem de Gillis van Eyckeren, de Breda, qui épousa ensuite en deuxièmes noces Anna de Boiteux.

### Branche Beyens de Grambais, Brabant-Wallon
VII. François Beyens, surintendant et receveur des droits de licences sur le Rhin et la Lippe, fils de Pierre et d’Élisabeth de Magistris (voir VI), (Amsterdam 13 décembre 1610 - décédé en 1670), seigneur de Grambais, anobli par Philippe IV roi d’Espagne en 1647, épousa Anna Cornelia de Maillot, fille de Jacques Maillot de Bouret, seigneur de Houvigneul en Artois et de Suzanne del Plano. Ils eurent 5 enfants.
1) Jacques François Joseph de Beyens, né le 13 mai 1644, sans doute mort en bas âge.
2) Marie Suzanne de Beyens, née le 21 octobre 1645.
3) Grégoire Ignace de Beyens, né le 19 janvier 1648. Suit sous VIII.
4) Thomas Hyacinthe de Beyens, né le 3 janvier 1649.
5) Michel Pierre de Beyens, né le 6 mars 1654, acheta par actes du 24 décembre 1685 et 7 mars 1686, de Marie-Ernestine de Berlo, baronne de Meldert, une ferme importante sise à Attenrode (Brabant).
VIII. Grégoire Ignace de Beyens, décédé en 1691, unique héritier féodal des seigneuries tant du côté paternel que maternel, ce qui implique que son frère aîné était décédé jeune et sans enfants mâles, seigneur de Grambais et Houvigneul en Artois épousa en premières noces Anne ou Marie de Rolly, fille de Michel de Rolly, seigneur de Corroy-le-Grand, et de Jacqueline de Happert (Happaert, Happart); il épousa en secondes noces Maximilienne Philippine Godelive baronne de Ghistellesinhumée à Oppeule près Bruxelles le 21 décembre 1721, fille de Maximilien-Philippe de Ghistelles, Seigneur de Thy, et de Barbe Catherine le Prince.
Dont :
1) (du premier lit) Michel Joseph de Beyens, suit sous IX.
2) (du second lit) Maximilien-Ignace de Beyens.
IX. (du premier lit) : Michel Joseph de Beyens, seigneur de Grambais, Houvigneul, etc. épousa en premières noces Françoise de Godin, fille de Jacques François de Godin et de Marie Waelhem, dame de Terborcht; et en secondes noces Marie Louise Philippine baronne von Bonninghausen, fille de Jasper Lothier von Bonninghausen. 
Avant son mariage Michel Joseph de Beyens avait été moine sous le nom de frère Joseph Beyens  à l’abbaye d’Orival mais fit annuler ses vœux par le tribunal ecclésiastique. Il était entré en 1693 comme moine à l'abbaye d'Orival. Sa profession de foi a été déclarée nulle en 1715 par sentence de la cour ecclésiastique. Voulant rentrer en possession de ses biens, et notamment de la seigneurie de Grambais, il a intenté cette même année un procès au marquis de Herzelle pour récupérer cette seigneurie. (Michel)-Joseph Beyens, déclarait que sa belle-mère Maximilienne de Ghistelles l'avait forcé à se faire moine pour obtenir avant sa profession un testament de ses biens en faveur de ses enfants et de ses amis ou alliés. Un accord intervint entre les deux parties le 7 mars 1720. En effet, Ambroise acceptait de céder la seigneurie de Grambais à Joseph Beyens contre remboursement de la somme déboursée par Guillaume de Herzelles pour l'acquisition de cette terre en 1693. Dont 4 enfants :
1) Jean de Beyens
2) Marie Benoîte (ou Bénédictine) de Beyens, célibataire : Madame de Beyens dite de Grambais habitait encore au début du XIXe siècle à Braine-le-Comte.
3) Jeanne Marie de Beyens
4) Sophie Frédérique de Beyens de Grambais, décédée le 15 mars 1785 à Houdeng-Gœgnies (Hainaut), épousa Antoine François de Biseau, écuyer (1735-1785), fils de Nicolas François Joseph de Biseau, écuyer (1704-1774), seigneur de Houdeng lès Gognies, Crohen, Bougnies et Saint-Hilaire, et de Marie Ursule d'Antoing de Rochefort (1712-1762).

### Branche de Frédéric van Beyens
VII bis : Frédéric van Beyens, chevalier, fils de Pierre et d’Élisabeth de Magistris (voir sous VI), (Bois-le-Duc 6 mai 1618 - décédé avant 1691), fut conseiller-maître à la Chambre des comptes de Brabant, épousa Catharina van Worcom, Dame de Goedenrath et Vogelsang, fille de Godefroy van Worcom, écuyer, et de Marie de Cocq van Haeften. Dont :
1) Marie Elisabeth de Beyens, dame de Goedenrath et Vogelsang, (26 juin 1651 - 3 septembre 1730), épousa Jean Adrien baron de Witte van Limminghe, échevin d'Aix-la-Chapelle de 1676 à 1720, fils de Jacob de Witte van Limminghe et de Apollonie Alexandrine van Backhausen.
2) Lodewijk van Beyens. Suit sous VIII.
3) Aldegonda van Beyens, célibataire, décédée en 1724.
4) Ignace van Beyens, capitaine aux Gardes Wallones en Espagne décédé en 1728 épousa Therèse van Mieses, fille de Don Juan.
5) Angelina van Beyens, décédée en 1738 épousa Jan Adolph comte von Stupenberg.
VIII. Louis van Beyens, décédé le 24 avril 1712, épousa Jeanne Catherine de Witte van Limminghe. Dont un seul enfant : 
IX. Marie Catharine van Beyens, décédée en 1712, épouse de Godefroy, baron van Balen, dit d’Homborg, sans descendance.

## Pour approfondir